# 高知医療再生機構
一般社団法人高知医療再生機構（いっぱんしゃだんほうじんこうちいりょうさいせいきこう）は、日本の高知県の医師不足による医療崩壊を防ぐため、医師確保および若手医師の育成を目的に、高知大学が設立した大学発ベンチャー企業であった前身法人である一般社団法人高知予防医学ネットワークに、高知県が出資して改めて設立された、第三セクター法人である。

## 概要

### 組織概要
- 医療再生事業部

- 予防医学ネットワーク事業部
- 研究支援事業部

### 所在地
- 本部（医療再生事業部）：〒780-8570 高知県高知市丸の内1-2-20 高知県庁本庁舎内

- 岡豊支所（予防医学ネットワーク事業部・研究支援事業部）：〒783-8505 高知県南国市岡豊町小蓮185-1 高知大学岡豊キャンパス内

## 沿革
- 2005年（平成17年）3月：国立大学法人高知大学医学部附属病院内に、高知大学発ベンチャー企業として、予防医学を目的とした有限責任中間法人高知予防医学ネットワークを設立する。
- 2008年（平成20年）8月：平成20年度総務省戦略的情報通信研究開発推進制度(SCOPE)事業として、「ICT活用によるデータ収集・自動解析を可能にする人工知能型栄養指導システムの開発」を開始する。
- 2009年（平成21年）8月：平成21年度総務省戦略的情報通信研究開発推進制度(SCOPE)事業として、「ICT活用によるデータ収集・自動解析を可能にする人工知能型栄養指導システムの開発」を開始する。
- 2009年（平成21年）7月：一般社団・財団法人法の施行に伴い、中間法人法が廃止され、法人格を有限責任中間法人から一般社団法人へ移行。一般社団法人高知予防医学ネットワークとなる。
- 2010年（平成22年）2月：法人名を一般社団法人高知医療再生機構に改称し、従来の一般社団法人高知予防医学ネットワークでの事業は、予防医学ネットワーク事業部として事業を継続する。
- 2010年（平成22年）4月：研究支援事業部を設置する。
- 2010年（平成22年）4月：医療再生事業部を設置する。

- 2010年（平成22年）4月：本部機能を高知県庁内に移設し、第三セクター法人として一般社団法人高知医療再生機構としての事業を開始する。
- 2010年（平成22年）9月：平成22年度地域ＩＣＴ利活用広域連携事業に係る委託事業として 「地域ＩＣＴ利活用による幡多圏域地域医療連携ネットワーク構築事業」を開始する。[1]
- 2010年（平成22年）12月：平成22年度地域雇用創造ＩＣＴ絆プロジェクトに係る委託事業による 「ＩＣＴ技術による救急医療情報連携システムの構築及びＣＳ（コミュニケーションスペシャリスト）育成事業」実施
- 2012年（平成24年）4月：総務省の委託事業として開発した高知県救急医療情報連携システムが『MCPCアワード2012』特別賞を受賞する。[2]